# Fowlerichthys ocellatus
Fowlerichthys ocellatus là một loài cá ếch của họ Antennariidae. Nó được tìm thấy ở phía tây Đại Tây Dương bao gồm cả phần phía đông của vịnh Mexico và biển Caribê, tới độ sâu 150 m. Chúng phát triển tới chiều dài 38 cm (15 in)

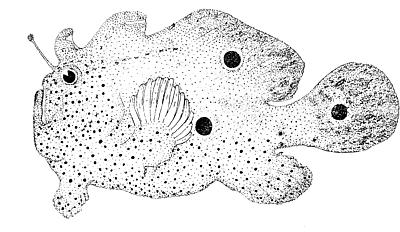